# Halterofilismo nos Jogos do Pacífico de 2015
O halterofilismo nos Jogos do Pacífico de 2015 foram disputados no Sir John Guise Indoor Stadium na cidade de Port Moresby, Papua-Nova Guiné entre os dias 5 e 8 de julho de 2015.

## Feminino

### 48kg
| Pos.           | Nome             | Resultado |
| -------------- | ---------------- | --------- |
| Snatch         |                  |           |
| 1              | Thelma Mea Toua  | 70        |
| 2              | Mary Barter      | 59        |
| 3              | Seruwaia Malani  | 58        |
| 4              | Claudine Yu Hing | 53        |
| 5              | Bernada Uepa     | 40        |
| Clean and Jerk |                  |           |
| 1              | Thelma Mea Toua  | 90        |
| 2              | Mary Barter      | 75        |
| 3              | Seruwaia Malani  | 70        |
| 4              | Claudine Yu Hing | 60        |
| 5              | Bernada Uepa     | 51        |
| Total          |                  |           |
| 1              | Thelma Mea Toua  | 160       |
| 2              | Mary Barter      | 134       |
| 3              | Seruwaia Malani  | 128       |
| 4              | Claudine Yu Hing | 113       |
| 5              | Bernada Uepa     | 91        |

### 53kg
| Pos.           | Nome                      | Resultado |
| -------------- | ------------------------- | --------- |
| Snatch         |                           |           |
| 1              | Erika Yamasaki            | 82        |
| 2              | Mary Kini Lifu            | 63        |
| 3              | Kimberly Sonido Taguacta  | 62        |
| 4              | Charlotte Moss            | 59        |
| 5              | Toonga Iakobo             | 47        |
| Clean and Jerk |                           |           |
| 1              | Loa Dika Toua             | 110       |
| 2              | Erika Yamasaki            | 97        |
| 3              | Mary Kini Lifu            | 85        |
| 4              | Ulina Tinaiadivila Sagone | 75        |
| 5              | Charlotte Moss            | 70        |
| 6              | Toonga Iakobo             | 57        |
| Total          |                           |           |
| 1              | Toonga Iakobo             | 179       |
| 2              | Erika Yamasaki            | 179       |
| 3              | Mary Kini Lifu            | 148       |
| 4              | Charlotte Moss            | 129       |

### 58kg
| Pos.           | Nome                             | Resultado |
| -------------- | -------------------------------- | --------- |
| Snatch         |                                  |           |
| 1              | Jenly Tegu Wini                  | 83        |
| 2              | Tia-Clair Toomey                 | 76        |
| 3              | Mathlynn Robert                  | 75        |
| 4              | Maria Liku                       | 65        |
| 5              | Sheena Philips                   | 62        |
| 6              | Doreen Ovia                      | 60        |
| 7              | Rollin Bebe                      | 48        |
| 8              | Krystal Monique Tedtaotao Madden | 45        |
| 9              | Atniza Eidabug Batsiua           | 40        |
| Clean and Jerk |                                  |           |
| 1              | Jenly Tegu Wini                  | 110       |
| 2              | Tia-Clair Toomey                 | 98        |
| 3              | Mathlynn Robert                  | 97        |
| 4              | Maria Liku                       | 80        |
| 5              | Doreen Ovia                      | 80        |
| 6              | Sheena Philips                   | 72        |
| 7              | Krystal Monique Tedtaotao Madden | 61        |
| 8              | Rollin Bebe                      | 60        |
| 9              | Atniza Eidabug Batsiua           | 50        |
| Total          |                                  |           |
| 1              | Jenly Tegu Wini                  | 193       |
| 2              | Tia-Clair Toomey                 | 174       |
| 3              | Mathlynn Robert                  | 172       |
| 4              | Maria Liku                       | 145       |
| 5              | Sheena Philips                   | 134       |
| 6              | Rollin Bebe                      | 108       |
| 7              | Krystal Monique Tedtaotao Madden | 106       |
| 8              | Atniza Eidabug Batsiua           | 90        |

### 63kg
| Pos.           | Nome                            | Resultado |
| -------------- | ------------------------------- | --------- |
| Snatch         |                                 |           |
| 1              | Philippa Malone                 | 86        |
| 2              | Kiana Elliott                   | 83        |
| 3              | Sandra Ako                      | 80        |
| 4              | Julia Ana Timi                  | 78        |
| 5              | Eileen Floanna Maria Cikamatana | 75        |
| 6              | Amanda Gould                    | 75        |
| 7              | Amy Marie Reyes                 | 54        |
| 8              | Lepeka Felieisi                 | 50        |
| 9              | Tigerina Joglina Telogo         | 50        |
| 10             | Titiri Marie-Anne Charton       | 45        |
| 11             | Narma Thoma                     | 45        |
| 12             | Taobutu Naruwi                  | 30        |
| Clean and Jerk |                                 |           |
| 1              | Sandra Ako                      | 103       |
| 2              | Philippa Malone                 | 102       |
| 3              | Kiana Elliott                   | 98        |
| 4              | Eileen Floanna Maria Cikamatana | 95        |
| 5              | Julia Ana Timi                  | 92        |
| 6              | Amanda Gould                    | 90        |
| 7              | Amy Marie Reyes                 | 76        |
| 8              | Titiri Marie-Anne Charton       | 55        |
| 9              | Narma Thoma                     | 55        |
| 10             | Taobutu Naruwi                  | 45        |
| Total          |                                 |           |
| 1              | Philippa Malone                 | 188       |
| 2              | Sandra Ako                      | 183       |
| 3              | Kiana Elliott                   | 181       |
| 4              | Eileen Floanna Maria Cikamatana | 170       |
| 5              | Julia Ana Timi                  | 170       |
| 6              | Amanda Gould                    | 165       |
| 7              | Kari Kevau                      | 145       |
| 8              | Amy Marie Reyes                 | 130       |
| 9              | Titiri Marie-Anne Charton       | 100       |
| 10             | Narma Thoma                     | 100       |
| 10             | Taobutu Naruwi                  | 75        |

## Masculino

### 56kg
| Pos.           | Nome                     | Resultado |
| -------------- | ------------------------ | --------- |
| Snatch         |                          |           |
| 1              | Manueli Tulo             | 107       |
| 2              | Elson Edward Brechtefeld | 100       |
| 3              | Poama Qaqa               | 92        |
| 4              | Andrew Sire              | 78        |
| 5              | David Nickson Biolo      | 76        |
| 6              | Larko Doguape            | 75        |
| 7              | Raygori Lolo             | 75        |
| 8              | Tibwere Kuaba            | 60        |
| Clean and Jerk |                          |           |
| 1              | Manueli Tulo             | 127       |
| 2              | Poama Qaqa               | 121       |
| 3              | Elson Edward Brechtefeld | 120       |
| 4              | Raygori Lolo             | 108       |
| 5              | Andrew Sire              | 107       |
| 6              | Larko Doguape            | 100       |
| 7              | David Nickson Biolo      | 90        |
| 8              | Tibwere Kuaba            | 90        |
| Total          |                          |           |
| 1              | Manueli Tulo             | 234       |
| 2              | Elson Edward Brechtefeld | 220       |
| 3              | Poama Qaqa               | 213       |
| 4              | Andrew Sire              | 185       |
| 5              | Raygori Lolo             | 183       |
| 6              | Larko Doguape            | 175       |
| 7              | David Nickson Biolo      | 166       |
| 8              | Tibwere Kuaba            | 150       |

### 62kg
| Pos.           | Nome                   | Resultado |
| -------------- | ---------------------- | --------- |
| Snatch         |                        |           |
| 1              | Morea Baru             | 121       |
| 2              | Vaipava Nevo Ioane     | 115       |
| 3              | Brown Chester Ramohaka | 95        |
| 4              | Takirua Betero         | 80        |
| 5              | Munua Tuau Lapua       | 75        |
| Clean and Jerk |                        |           |
| 1              | Vaipava Nevo Ioane     | 156       |
| 2              | Morea Baru             | 155       |
| 3              | Brown Chester Ramohaka | 120       |
| 4              | Munua Tuau Lapua       | 106       |
| 5              | Takirua Betero         | 95        |
| Total          |                        |           |
| 1              | Morea Baru             | 276       |
| 2              | Vaipava Nevo Ioane     | 271       |
| 3              | Brown Chester Ramohaka | 215       |
| 4              | Munua Tuau Lapua       | 181       |
| 5              | Takirua Betero         | 175       |

### 69kg
| Pos.           | Nome                                    | Resultado |
| -------------- | --------------------------------------- | --------- |
| Snatch         |                                         |           |
| 1              | Manuel Minginfel                        | 120       |
| 2              | Patrick Pasia                           | 116       |
| 3              | Stevick Patris                          | 115       |
| 4              | Matthew Munns                           | 113       |
| 5              | Fred Karoho Oala                        | 110       |
| 6              | Tevita Wanono Tawai                     | 110       |
| 7              | Anthony Taylor                          | 110       |
| 8              | Vester Villalon                         | 110       |
| 9              | Ruben Katoatau                          | 100       |
| 10             | Charlie Lolohea                         | 100       |
| 11             | Chris Rangdimi                          | 100       |
| 12             | Ignatius Morea                          | 95        |
| 13             | Zachary Joseph Bonanno                  | 90        |
| 14             | Krysthian Marr Jeffersonne G Villanueva | 90        |
| 15             | Leslie Mae                              | 80        |
| Clean and Jerk |                                         |           |
| 1              | Tevita Wanono Tawai                     | 157       |
| 2              | Manuel Minginfel                        | 156       |
| 3              | Fred Karoho Oala                        | 154       |
| 4              | Patrick Pasia                           | 152       |
| 5              | Stevick Patris                          | 145       |
| 6              | Matthew Munns                           | 142       |
| 7              | Anthony Taylor                          | 136       |
| 8              | Vester Villalon                         | 136       |
| 9              | Ruben Katoatau                          | 135       |
| 10             | Charlie Lolohea                         | 134       |
| 11             | Chris Rangdimi                          | 133       |
| 12             | Ignatius Morea                          | 105       |
| 13             | Zachary Joseph Bonanno                  | -         |
| 14             | Krysthian Marr Jeffersonne G Villanueva | -         |
| 15             | Leslie Mae                              | -         |
| Total          |                                         |           |

## Quadro de Medalhas
| Ordem | País             | Medalha de ouro | Medalha de prata | Medalha de bronze | Total |
| ----- | ---------------- | --------------- | ---------------- | ----------------- | ----- |
| 1     | Papua-Nova Guiné | 7               | 2                | 1                 | 10    |
| 2     | Austrália        | 4               | 8                | 2                 | 14    |
| 3     | Ilhas Salomão    | 3               | 2                | 4                 | 9     |
| 4     | Fiji             | 3               | 1                | 5                 | 9     |
| 5     | Samoa            | 1               | 2                | 0                 | 3     |
| 6     | Nauru            | 0               | 2                | 1                 | 3     |
| 7     | Ilhas Marshall   | 0               | 0                | 3                 | 3     |
| 8     | Guam             | 0               | 0                | 1                 | 1     |
| 8     | Nova Zelândia    | 0               | 0                | 1                 | 1     |

- ^ Este quadro de medalhas diz respeito a categoria Halterofilismo, o quadro da competição se encontra na página Jogos do Pacífico de 2015.